# Le Chesnay
Le Chesnay è un ex comune francese di 27 683 abitanti situato nel dipartimento degli Yvelines nella regione dell'Île-de-France.
Il 1º gennaio 2019 si è unito a Rocquencourt per formare il nuovo comune di Chesnay-Rocquencourt di cui è divenuto comune delegato.

## Storia

### Simboli
È un'arma parlante poiché la quercia (in francese chêne) fa riferimento al toponimo Le Chesnay; a questa è sovrapposto lo stemma della famiglia de Bernières.

## Società

### Evoluzione demografica
Abitanti censiti

### Istituzioni, enti e associazioni
- Ospedale André Mignot

## Amministrazione

### Gemellaggi
Heppenheim, dal  12 aprile 1975.